# Morsang-sur-Orge
Ne doit pas être confondu avec Morsang-sur-Seine.
Morsang-sur-Orge (prononcé [mɔʁsɑ̃ syʁ ɔʁʒ] ) est une commune française située dans le département de l’Essonne en région Île-de-France.
Village dépendant de l’abbaye Saint Magloire de Paris aux alentours de l’an mille, devenue seigneurie de divers bourgeois parisiens, la commune évolua à partir du XXe siècle avec les carrières de meulière et la construction de demeures bourgeoises puis le lotissement de l’ancienne forêt de Séquigny, lui donnant sa physionomie actuelle de banlieue résidentielle au sud de la capitale.
Ses habitants sont appelés les Morsaintois.

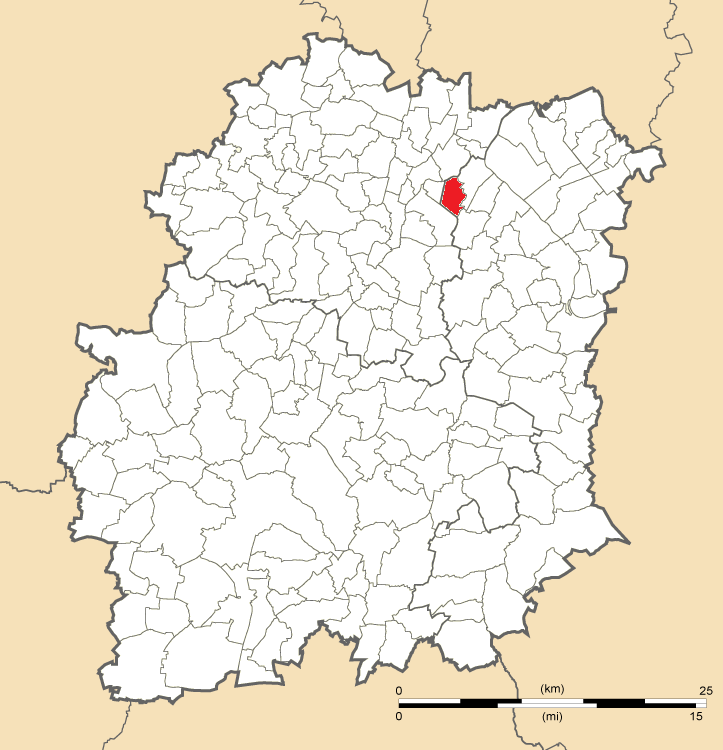
Position de Morsang-sur-Orge en Essonne.

## Géographie

### Situation
Morsang-sur-Orge est située dans la région Île-de-France, au nord-est du département de l’Essonne, elle est intégrée à l’agglomération parisienne et incluse dans la région du Hurepoix.
La commune occupe un territoire totalisant 439 hectares dont plus de 95 % relevaient de l’espace urbain et moins de 4 % de l’espace rural.
L’Orge borde le territoire au nord, donnant son nom à la commune. Elle creuse une vallée dans laquelle se trouve une partie de la commune, dominée par un plateau accueillant les quartiers plus récents.
Morsang-sur-Orge est située à vingt-trois kilomètres au sud de Paris-Notre-Dame, point zéro des routes de France, sept kilomètres à l’ouest d’Évry, six kilomètres à l’est de Montlhéry, dix kilomètres au nord-ouest de Corbeil-Essonnes, dix kilomètres au nord-est d’Arpajon, onze kilomètres au sud-est de Palaiseau, dix-huit kilomètres au nord de La Ferté-Alais, vingt-huit kilomètres au nord-est d’Étampes, vingt-neuf kilomètres au nord-ouest de Milly-la-Forêt, vingt-neuf kilomètres au nord-est de Dourdan.

### Hydrographie
Le nord du territoire est limité par le cours de la rivière l’Orge, où elle est bordée par un lac séparé en deux parties dans le parc du Séminaire. Un bassin de rétention des eaux pluviales a été aménagé au nord de l’autoroute A6.

### Relief et géologie
La commune de Morsang-sur-Orge est implantée sur le plateau du Hurepoix et le versant sud de la vallée de l’Orge.
Son altitude varie entre un point bas à 36 mètres et un point haut à 81 mètres. Le point le plus bas est situé en bordure de la rivière au nord, à la frontière avec Savigny-sur-Orge, le point culminant est lui situé à l’extrémité sud de la commune sur le plateau, le centre-ville à mi-distance est lui situé à une altitude de 60 mètres.
Le sous-sol est typique du Bassin parisien avec une succession de couches de sable, de calcaire, d’argile et de marne.

### Communes limitrophes
La rivière l’Orge matérialise la frontière au nord avec la commune voisine de Savigny-sur-Orge, au nord-est et à l’est, les rues Diderot, du Docteur-Roux, l’avenue du Commandant-Barré, la voie de Compiègne, l’avenue des Bouleaux et l’avenue du Pavillon marquent la frontière avec Viry-Châtillon, au sud-est se trouve Fleury-Mérogis, au sud et au sud-ouest Sainte-Geneviève-des-Bois séparée par l’avenue Jean-Moulin, à l’ouest et au nord-ouest Villemoisson-sur-Orge, dont la limite est faite par la route de Corbeil.
|                           | Savigny-sur-Orge | Viry-Châtillon |
| Villemoisson-sur-Orge     | Morsang-sur-Orge |                |
| Sainte-Geneviève-des-Bois |                  | Fleury-Mérogis |

### Voies de communication et transport
La commune est desservie au nord par la route départementale 77 et se trouve bordée à l’ouest par la route départementale 117, appelée dans la commune route de Corbeil.
Aucune voie ferrée ne passe sur le territoire communal, les gares les plus proches se trouvant dans les communes voisines de Sainte-Geneviève-des-Bois, Saint-Michel-sur-Orge, Épinay-sur-Orge, Bretigny-sur-Orge et Savigny-sur-Orge, toutes desservies par la ligne C du RER d'Île-de-France.
Depuis le 10 décembre 2023, la commune est desservie par la ligne 12 du tramway d'Île-de-France aux nouvelles stations Parc du Château et Coteaux de l'Orge la reliant à Massy-Palaiseau et Évry-Courcouronnes.
Plusieurs lignes de transports en commun routier sillonnent toutefois le territoire, dont la ligne 420 du réseau de bus Évry Centre Essonne et les lignes 103, 107, 108, DM3, DM8 et M21 du réseau de bus Cœur d'Essonne.
La commune est située à sept kilomètres au sud de l’aéroport de Paris-Orly et à quarante et un kilomètres au sud-ouest de l’aéroport de Paris-Charles-de-Gaulle.

### Climat
Pour des articles plus généraux, voir Climat de l'Île-de-France et Climat de l'Essonne.
En 2010, le climat de la commune est de type climat océanique dégradé des plaines du Centre et du Nord, selon une étude du CNRS s'appuyant sur une série de données couvrant la période 1971-2000. En 2020, Météo-France publie une typologie des climats de la France métropolitaine dans laquelle la commune est exposée à un climat océanique altéré et est dans la région climatique Sud-ouest du bassin Parisien, caractérisée par une faible pluviométrie, notamment au printemps (120 à 150 mm) et un hiver froid (3,5 °C).
Pour la période 1971-2000, la température annuelle moyenne est de 11,5 °C, avec une amplitude thermique annuelle de 15,4 °C. Le cumul annuel moyen de précipitations est de 657 mm, avec 10,9 jours de précipitations en janvier et 7,8 jours en juillet. Pour la période 1991-2020, la température moyenne annuelle observée sur la station météorologique la plus proche, située sur la commune d'Épinay-sur-Orge à 2 km à vol d'oiseau, est de 11,5 °C et le cumul annuel moyen de précipitations est de 694,4 mm,. Pour l'avenir, les paramètres climatiques de la commune estimés pour 2050 selon différents scénarios d'émission de gaz à effet de serre sont consultables sur un site dédié publié par Météo-France en novembre 2022.
| Mois                                  | jan.             | fév.             | mars          | avril           | mai             | juin         | jui.           | août           | sep.            | oct.            | nov.             | déc.           | année      |
| ------------------------------------- | ---------------- | ---------------- | ------------- | --------------- | --------------- | ------------ | -------------- | -------------- | --------------- | --------------- | ---------------- | -------------- | ---------- |
| Température minimale moyenne (°C)     | 1,2              | 1,2              | 3,3           | 4,9             | 9,1             | 11,9         | 13,9           | 14,1           | 10,2            | 7,2             | 3,7              | 2,1            | 6,9        |
| Température moyenne (°C)              | 4,2              | 4,9              | 8,2           | 10,2            | 14,5            | 17,6         | 19,7           | 20,1           | 15,4            | 11,5            | 7,1              | 4,8            | 11,5       |
| Température maximale moyenne (°C)     | 7,2              | 8,8              | 13,1          | 15,6            | 20              | 23,2         | 25,5           | 26,2           | 20,7            | 15,8            | 10,5             | 7,5            | 16,2       |
| Record de froid (°C) date du record   | −17,5 17.01.1985 | −12,5 07.02.1991 | −8 08.03.1971 | −4 11.04.03     | −0,3 03.05.1967 | 1 04.06.1991 | 5,4 04.07.1984 | 4,5 31.08.1986 | 1,5 30.09.02    | −3,5 30.10.1985 | −10,5 24.11.1998 | −12 31.12.1970 | −17,5 1985 |
| Record de chaleur (°C) date du record | 17,2 30.01.1973  | 21 24.02.1990    | 26 29.03.1989 | 28,5 30.04.1994 | 30,5 13.05.1998 | 36 26.06.01  | 37 21.07.1995  | 40,5 12.08.03  | 32,8 05.09.1973 | 29,5 01.10.1985 | 24,5 15.11.1971  | 17 21.12.1973  | 40,5 2003  |
| Précipitations (mm)                   | 57,5             | 50,8             | 51,4          | 48,6            | 64,2            | 57,1         | 55,9           | 65             | 49,8            | 59,7            | 61,3             | 73,1           | 694,4      |

### Lieux-dits, écarts et quartiers
Le vieux bourg est, comme son nom l’indique, le quartier ancien de la ville. Il est constitué d’un château, de son parc ainsi que de vieilles bâtisses. Plusieurs autres quartiers historiques sont répartis sur le territoire dont la Gribelette au sud, le Plateau au centre, collé au parc Hendès à l’est et Monjardin au nord.
L'un des quartiers caractéristiques de Morsang-sur-Orge est le parc Beauséjour. Au début du XXe siècle, la mode des villas en tant que résidences secondaires était en plein essor. C’est ainsi que ce parc résidentiel a vu le jour. Non loin de la capitale, il permettait aux Parisiens de venir y passer leurs week-ends.
Ce quartier est composé aussi bien de grands pavillons, que de plus petits. À l’époque, la volonté était de permettre également aux classes moyennes d’avoir accès aux villas. Le bâtiment qui symbolise au mieux le parc Beauséjour est le castel d'Orgeval (sur la commune de Villemoisson-sur-Orge), dont l’architecte n’est autre que Hector Guimard, auteur des fameuses bouches du métropolitain parisien.
En 1998, un découpage en huit quartiers a été opéré afin de mettre en place un exercice de démocratie participative basé sur des comités de quartiers. Pour plus de simplicité, ce découpage s’est fait selon la sectorisation des établissements scolaires. Ainsi, les huit quartiers de Morsang-sur-Orge portent le nom des écoles élémentaires autour desquelles ils se sont constitués (Wallon, Jaurès, Buisson, Cachin, Langevin, Courbet, Robespierre et Curie).
L’Insee découpe la commune en huit îlots IRIS en 2011, soit Wallon, la Guérinière, le Vieux bourg, le Bois pommier, Compiègne, Beauséjour, le Marché, la Gribelette.

### Habitat
En 2013, la commune disposait sur son territoire de 1 977 logements de type HLM répartis entre neuf bailleurs sociaux, soit 25 % du parc total de logement, au-dessus des recommandations de la Loi relative à la solidarité et au renouvellement urbains.

### Occupation des solssimplifiée
Le territoire de la commune se compose en 2017 de 3,28 % d'espaces agricoles, forestiers et naturels, 11,02 % d'espaces ouverts artificialisés et 85,7 % d'espaces construits artificialisés. Aucune parcelle n'est cultivée.

## Urbanisme

### Typologie
Au 1er janvier 2024, Morsang-sur-Orge est catégorisée grand centre urbain, selon la nouvelle grille communale de densité à sept niveaux définie par l'Insee en 2022.
Elle appartient à l'unité urbaine de Paris, une agglomération inter-départementale regroupant 407 communes, dont elle est une commune de la banlieue,,. Par ailleurs la commune fait partie de l'aire d'attraction de Paris, dont elle est une commune du pôle principal,. Cette aire regroupe 1 929 communes,.

## Toponymie
Le lieu est attesté sous la forme Murcinctus en 997 - 999 puis Morseng, Murcenc au XIIe siècle ; Morcent, Murcent en 1159, Meurcentum en 1268 et finalement Morsang. La commune fut créée en 1793 avec son nom actuel.
Il est issu d’un type toponymique bas latin Murocinctus (cf. Morsain, Aisnes, Murocinctus 879) qui signifie « ceint de murs ».

## Histoire

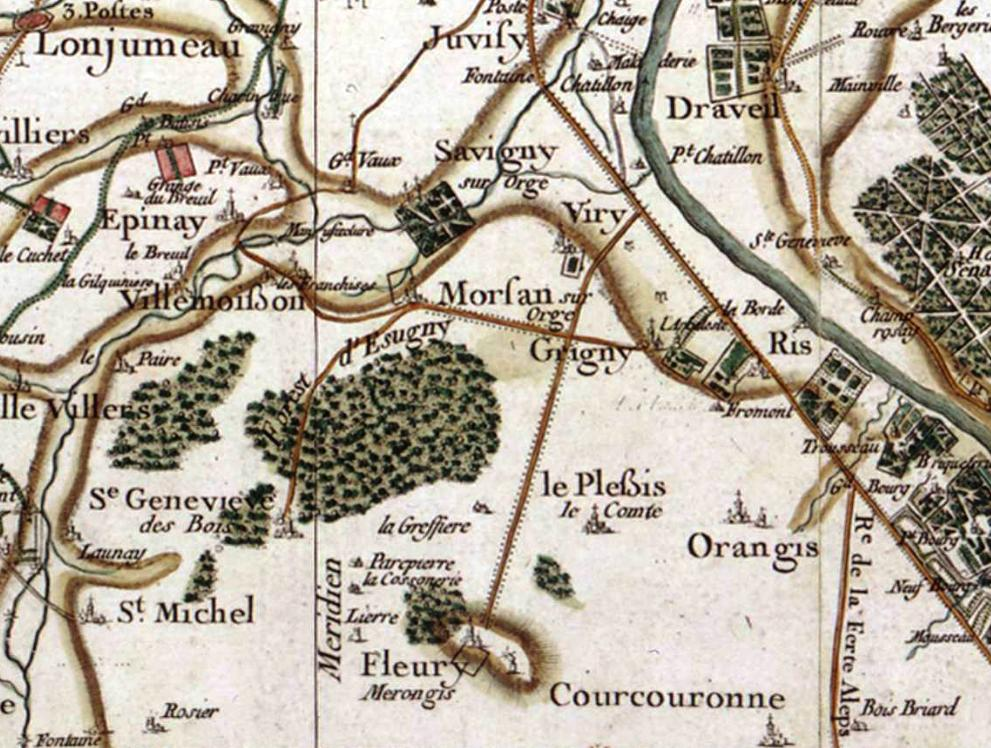
Carte de Cassini pour la région de Morsang au XVIIe siècle.

Des armes et outils datant de l’Âge de la pierre ont été mis au jour lors de l’extraction de la meulière dans la région. À l’époque de la Gaule romaine, le village était à l’écart des voies romaines reliant Lutèce à Lugdunum à l’est et à Cenabum à l’ouest.
La première mention du lieu remonte à la donation faite par Hugues Capet à l’abbaye Saint Magloire de Paris en 980. En 1159 le lieu est cité sous le nom de Murcent, traduisant la présence d’un mur d’enceinte autour du village. Une église dédiée à saint Jean est édifiée au XIIIe siècle.
En 1564 le domaine est cédé à la famille de la Raguenière et comprend un manoir au nord et la vaste forêt de Séquigny au sud. Une chapelle dédiée à saint Charles est édifiée au XVIIe siècle. En 1616, la seigneurie revint à la famille Vassan.
Au XVIIIe siècle, le village est organisé autour du château, de la ferme et d’un troisième site, reliés entre eux par une route menant à l’importante route de Corbeil, la principale activité agricole d’alors étant la viticulture. En 1739, le fermier général Pierre Durey d’Harnoncourt achète la seigneurie de Morsang et y fait construire en 1740 le château de Morsang, qui revient à son gendre Louis Bénigne François Bertier de Sauvigny, premier président du Parlement de Paris. Celui-ci qui le conserve jusqu’à son décès en 1789.
En 1848 est construite la mairie-école. À partir du XIXe siècle, le village évolue avec l’ouverture de carrières de meulière, et des maisons bourgeoises sont édifiées dans ce qui était alors un village-rue, complétées dès le début du XXe siècle par des lotissements pavillonnaires.
Une nouvelle mairie-école est inaugurée en 1921, la précédente devenant un bureau de poste.
En 1955 est inaugurée un second lieu de culte catholique dans la commune.

### Arrêté interdisant le lancer de nain
En 1991, la maire de Morsang-sur-Orge prend un arrêté interdisant le lancer de nain, qui, contesté par un des « artistes » concernés, aboutit à la « décision Morsang-sur-Orge » du Conseil d'État, qui s'impose comme un arrêt fondamental du droit administratif, permettant à un maire de prendre une mesure de police dans le but d’interdire un spectacle portant atteinte à la dignité de la personne humaine, même dans le cas où la personne serait consentante. La personne devant être lancée saisit alors la cour européenne des droits de l'homme (CEDH), qui estime sa plainte irrecevable, puis le comité des droits de l'homme des Nations unies, qui rejette sa plainte et le déboute,.

## Politique et administration

### Rattachements administratifs et électoraux
Antérieurement à la loi du 10 juillet 1964, la commune faisait partie du département de Seine-et-Oise. La réorganisation de la région parisienne en 1964 fit que la commune appartient désormais au département de l'Essonne et à son arrondissement d'Évry, après un transfert administratif effectif au 1er janvier 1968.
Pour l'élection des députés, Morsang-sur-Orge fait partie de la dixième circonscription de l'Essonne.
Elle faisait partie de 1801 à 1964 du canton de Longjumeau, année où elle intègre le canton de Savigny-sur-Orge du département de Seine-et-Oise. Lors de la mise en place de l'Essonne, elle est rattachée en 1967 au canton de Viry-Châtillon avant de devenir en 1975 le chef-lieu du canton de Morsang-sur-Orge,. Dans le cadre du redécoupage cantonal de 2014 en France, la commune rejoint le canton de Sainte-Geneviève-des-Bois.
L’organisation juridictionnelle rattache les justiciables de la commune au tribunal d’instance de Juvisy-sur-Orge, au tribunal de grande instance, au conseil de prud’hommes et au tribunal de commerce d’Évry, tous dépendant de la cour d'appel de Paris.

### Intercommunalité
La commune était membre fondateur de la communauté d'agglomération du Val d'Orge créée en 2001.
Dans le cadre de la mise en œuvre de la loi MAPAM du 27 janvier 2014, qui prévoit la généralisation de l'intercommunalité à l'ensemble des communes et la création d'intercommunalités de taille importante, le projet de  schéma régional de coopération intercommunale de février 2015 prévoyait la création, en Essonne, d’une agglomération de plus de 500 000 habitants regroupant 48 communes, allant de l’Arpajonnais au SAN de Sénart Ville Nouvelle en Seine-et-Marne.
Après concertation, ce projet a été amendé au profit de la création d'une intercommunalité regroupant Val-d'Orge et Arpajonnais,,.
C'est ainsi qu'est créée le 1er janvier 2016 la communauté d'agglomération Cœur d'Essonne Agglomération, dont est désormais membre la commune.
En 2019, elle est également membre du syndicat mixte Orge-Yvette-Seine (SMOYS)

### Tendances et résultats politiques
Aux élections municipales de 2020, la victoire de la liste conduite par Marianne Duranton (UDI), ancienne conseillère municipale dans l’opposition, a mis fin à une longue période durant laquelle la commune était dirigée, depuis 1953, par une maire communiste. La liste "Morsang ville à vivre" qu'elle dirigeait, soutenue par LREM, a remporté les élections au 2nd tour avec 53,31% des voix, devant la liste (DVG) menée par Marie-Claire Arasa (PCF), première adjointe. Cette dernière était pourtant en tête au premier tour avec 33,05% des voix, devant Marianne Duranton (27,06%) et Gilles Marsolas (17,27%).
Élections présidentielles, résultats des deuxièmes tours
- Élection présidentielle de 2002 : 83,43 % pour Jacques Chirac (RPR), 16,57 % pour Jean-Marie Le Pen (FN), 77,82 % de participation[52].
- Élection présidentielle de 2007 : 52,15 % pour Nicolas Sarkozy (UMP), 47,85 % pour Ségolène Royal (PS), 84,32 % de participation[53].
- Élection présidentielle de 2012 : 54,01 % pour François Hollande (PS), 45,99 % pour Nicolas Sarkozy (UMP), 80,11 % de participation[54].
- Élection présidentielle de 2017 : 68,41 % pour Emmanuel Macron (LREM), 31,59 % pour Marine Le Pen (FN), 71,21 % de participation.
- Élection présidentielle de 2022 : 61,63 % pour Emmanuel Macron (LREM), 38,37 % pour Marine Le Pen (RN), 66,79 % de participation.

Élections législatives, résultats des deuxièmes tours
- Élections législatives de 2002 : 50,68 % pour Julien Dray (PS), 49,32 % pour Francis Decoux (UMP), 58,07 % de participation[55].
- Élections législatives de 2007 : 51,21 % pour Julien Dray (PS), 48,79 % pour Laurence Gaudin (UMP), 58,66 % de participation[56].
- Élections législatives de 2012 : 53,44 % pour Malek Boutih (PS), 46,56 % pour Marianne Duranton (PR), 51,31 % de participation[57].
- Élections législatives de 2017 : 51,42 % pour Pierre-Alain Raphan (LREM), 48,58 % pour Charlotte Girard (LFI), 37,69 % de participation.
- Élections législatives de 2022 : 54,27 % pour Antoine Léaument (NUPES), 45,73 % pour Nadia Carcasset (Ensemble !), 42,27 % de participation[58] (chiffre concernant la seule commune de Morsang-sur-Orge ; respectivement 55,21%, 44,79% et 41,67% pour la circonscription entière)[58].

Élections européennes, résultats des deux meilleurs scores
- Élections européennes de 2004 : 25,84 % pour Harlem Désir (PS), 12,84 % pour Francis Wurtz (PCF), 40,39 % de participation[59].
- Élections européennes de 2009 : 23,63 % pour Michel Barnier (UMP), 17,29 % pour Patrick Le Hyaric (PCF), 38,52 % de participation[60].
- Élections européennes de 2014 : 24,36 % pour Aymeric Chauprade (FN), 14,94 % pour Alain Lamassoure (UMP), 39,18 % de participation[61].
- Élections européennes de 2019 : 20,00 % pour Jordan Bardella (RN), 18,28 % pour Nathalie Loiseau (LREM), 45,34 % de participation.

Élections régionales, résultats des deux meilleurs scores
- Élections régionales de 2004 : 55,73 % pour Jean-Paul Huchon (PS), 32,03 % pour Jean-François Copé (UMP), 64,06 % de participation[62].
- Élections régionales de 2010 : 62,33 % pour Jean-Paul Huchon (PS), 37,67 % pour Valérie Pécresse (UMP), 46,38 % de participation[63].
- Élections régionales de 2015 : 43,69 % pour Claude Bartolone (PS), 36,34 % pour Valérie Pécresse (LR), 52,17 % de participation[64].

Élections cantonales et départementales, résultats des deuxièmes tours
- Élections cantonales de 2004 : 61,60 % pour Marjolaine Rauze (PCF), 38,40 % pour Laurence Gaudin (UMP), 64,57 % de participation[65].
- Élections cantonales de 2011 : 68,66 % pour Marjolaine Rauze (PCF), 31,34 % pour René Delmas (FN), 42,07 % de participation[66].
- Élections départementales de 2015 : 53,04 % pour Frédéric Petitta (PS) et Marjolaine Rauze (PCF), 46,96 % pour Marianne Duranton (UDI) et Claude Lourdin (UMP), 43,44 % de participation[67].
- Élections départementales de 2021 : 55,57 % pour Frédéric Petitta (PS) et Marie-Claire Arasa (PCF), 44,43 % pour François Cholley (DVD) et Florence Lebouc (LR), 30,17 % de participation.

Élections municipales, résultats des deuxièmes tours
- Élections municipales de 2001 : 55,74 % pour Marjolaine Rauze (PCF), 44,26 % pour Laurence Gaudin (UMP), 58,35 % de participation[68].
- Élections municipales de 2008 : 60,57 % pour Marjolaine Rauze (PCF) élue au premier tour, 39,43 % pour Laurence Gaudin (UMP), 59,56 % de participation[69].
- Élections municipales de 2014 : 53,39 % pour Marjolaine Rauze (PCF), 46,60 % pour Marianne Duranton (UDI), 58,47 % de participation.
- Élections municipales de 2020 : 53,31 % pour Marianne Duranton (UDI), 46,68 % pour Marie-Claire Arasa (DVG), 38,40 % de participation.

Référendums ;
- Référendum de 2000 relatif au quinquennat présidentiel : 75,29 % pour le Oui, 24,71 % pour le Non, 25,47 % de participation[70].
- Référendum de 2005 relatif au traité établissant une Constitution pour l’Europe : 57,38 % pour le Non, 42,62 % pour le Oui, 69,20 % de participation[71].

### Liste des maires
Trente et un maires se sont succédé à la tête de l’administration municipale depuis l’élection du premier en 1792. Particularité dans le département, la commune est administrée depuis 1953 par une femme maire.

### Jumelages
La commune de Morsang-sur-Orge n’a développé aucune association de jumelage[Quand ?].

## Population et société

### Démographie

#### Évolution démographique
L'évolution du nombre d'habitants est connue à travers les recensements de la population effectués dans la commune depuis 1793. Pour les communes de plus de 10 000 habitants les recensements ont lieu chaque année à la suite d'une enquête par sondage auprès d'un échantillon d'adresses représentant 8 % de leurs logements, contrairement aux autres communes qui ont un recensement réel tous les cinq ans,.

En 2022, la commune comptait 21 161 habitants, en évolution de +0,06 % par rapport à 2016 (Essonne : +2,89 %, France hors Mayotte : +2,11 %).
| 1793 | 1800 | 1806 | 1821 | 1831 | 1836 | 1841 | 1846 | 1851 |
| ---- | ---- | ---- | ---- | ---- | ---- | ---- | ---- | ---- |
| 325  | 380  | 386  | 357  | 404  | 430  | 481  | 452  | 428  |

| 1856 | 1861 | 1866 | 1872 | 1876 | 1881 | 1886 | 1891 | 1896 |
| ---- | ---- | ---- | ---- | ---- | ---- | ---- | ---- | ---- |
| 456  | 520  | 566  | 574  | 600  | 651  | 709  | 892  | 980  |

| 1901  | 1906 | 1911  | 1921  | 1926  | 1931  | 1936  | 1946  | 1954  |
| ----- | ---- | ----- | ----- | ----- | ----- | ----- | ----- | ----- |
| 1 023 | 973  | 1 025 | 1 092 | 1 864 | 2 799 | 3 611 | 3 011 | 5 269 |

| 1962  | 1968   | 1975   | 1982   | 1990   | 1999   | 2006   | 2011   | 2016   |
| ----- | ------ | ------ | ------ | ------ | ------ | ------ | ------ | ------ |
| 8 604 | 15 258 | 20 156 | 20 332 | 19 401 | 19 335 | 21 717 | 21 043 | 21 149 |

| 2021   | 2022   | - | - | - | - | - | - | - |
| ------ | ------ | - | - | - | - | - | - | - |
| 20 785 | 21 161 | - | - | - | - | - | - | - |

Lors du premier recensement des personnes réalisé en 1793, le village de Morsang-sur-Orge ne dénombrait que trois cent vingt-cinq habitants. La croissance démographique fut lente et progressive pour ne dépasser le cap des cinq cents résidents qu’en 1861 et franchir la barre symbolique des mille habitants au tout début du XXe siècle, avant un léger fléchissement.
À partir des années 1920, comme beaucoup de communes de la banlieue parisienne, la croissance démographique s’accéléra avec l’installation de nouveaux résidents dans les secteurs pavillonnaires, la commune atteignant plus de trois mille six cents habitants en 1936, dépassant les cinq mille résidents en 1954 et connaissant un triplement de sa population durant les années 1960 avant un ralentissement de la progression pour se stabiliser aux alentours de vingt mille habitants depuis les années 1970, avec un pic démographique atteint en 2006 à 21 717 habitants.
L’immigration compte pour une part relativement faible dans cette croissance démographique puisqu’en 1999, seulement 8,7 % de la population de la commune était étrangère, avec notamment 4,64 % de Portugais, 1,05 % d’Algériens, 0,63 % d’Italiens, 0,53 % de Marocains, 0,36 % d’Espagnols, 0,20 % de Turcs et 0,12 % de Tunisiens.

#### Pyramide des âges
En 2018, le taux de personnes d'un âge inférieur à 30 ans s'élève à 38,1 %, soit en dessous de la moyenne départementale (39,9 %). À l'inverse, le taux de personnes d'âge supérieur à 60 ans est de 20,8 % la même année, alors qu'il est de 20,1 % au niveau départemental.
En 2018, la commune comptait 9 999 hommes pour 10 620 femmes, soit un taux de 51,51 % de femmes, légèrement supérieur au taux départemental (51,02 %).
Les pyramides des âges de la commune et du département s'établissent comme suit.
| Hommes | Classe d’âge | Femmes |
| ------ | ------------ | ------ |
| 0,4    | 90 ou +      | 1,2    |
| 6,5    | 75-89 ans    | 8,0    |
| 12,1   | 60-74 ans    | 13,3   |
| 22,0   | 45-59 ans    | 21,2   |
| 19,2   | 30-44 ans    | 19,8   |
| 16,6   | 15-29 ans    | 16,3   |
| 23,1   | 0-14 ans     | 20,2   |

| Hommes | Classe d’âge | Femmes |
| ------ | ------------ | ------ |
| 0,5    | 90 ou +      | 1,4    |
| 5,4    | 75-89 ans    | 7,2    |
| 12,9   | 60-74 ans    | 13,9   |
| 20     | 45-59 ans    | 19,4   |
| 19,9   | 30-44 ans    | 20,1   |
| 20     | 15-29 ans    | 18,2   |
| 21,3   | 0-14 ans     | 19,8   |

### Enseignement
Les élèves de Morsang-sur-Orge sont rattachés à l’académie de Versailles.
La commune dispose sur son territoire en 2010 de l’école élémentaire Jean-Jaurès et des écoles primaire Louis-Pergaud, Ferdinand-Buisson, Marcel-Cachin, Paul-Langevin, Irène-Joliot-Curie, Henri-Wallon, Gustave-Courbet et Maximilien-de-Robespierre, des collèges Charles-Péguy et Jean-Zay et du lycée professionnel André-Marie-Ampère.
Pour l’accueil des jeunes enfants, la commune dispose en 2013 des crèches Eugénie-Cotton et Les Écureuils, les plus âgés sont accueillis hors temps scolaires dans les centres de loisirs Robespierre, du Château, Ferdinand-Buisson et de la Source et à la ludothèque.

### Santé
La commune dispose sur son territoire en 2012 de l’établissement d'hébergement pour personnes âgées dépendantes la Maison des Merisiers.
En 2013, un centre de la protection maternelle et infantile se trouve dans la commune, complété par un centre de planification familiale.
Toujours en 2013, vingt-neuf médecins, huit chirurgiens-dentistes et quatorze pharmaciens 7 pharmaciens exercent dans la commune.

### Culture
La commune de Morsang-sur-Orge dispose sur son territoire de plusieurs équipements à caractère culturel dont le théâtre l’Arlequin qui accueille en résidence la compagnie BlonBa, la médiathèque Louis-Aragon, la salle polyvalente Pablo-Neruda, le studio d'enregistrement le Tremplin et les écoles municipales d'Arts, situées dans le château de Morsang-sur-Orge.
Celles-ci sont composées du Conservatoire à Rayonnement Communal de musique et théâtre Maurice Ravel, créé le 13 décembre 1968 et de l'école municipale d'arts plastiques, créée le 7 avril 1970.

### Sports
Diverses installations sportives sont implantées dans la commune, dont le stade Léo-Lagrange équipé de trois terrains de football, d’une piste d'athlétisme, six courts de tennis et d’un boulodrome, d’une piscine intercommunale, des gymnases Auguste-Delaune destiné aux arts martiaux, Jacques-Everbecq destiné à la gymnastique et René-Rousseau pour les sports collectifs, d’un pas de tir à l'arc, d’un skatepark, d’une salle de tennis de table et de cinq city-stades.

### Autres services publics
La commune dispose en 2011 sur son territoire d'un bureau de poste,.
La sécurité de la commune est assurée par le commissariat de police nationale de Juvisy-sur-Orge et par le centre de secours principal de Grigny.
L'antenne de la Caisse primaire d'assurance maladie a été déplacée à Sainte Geneviève des Bois.
Cinq avocats et un notaire exercent dans la commune en 2013.

### Lieux de culte
La paroisse catholique de Morsang-sur-Orge est rattachée au secteur pastoral du Val d'Orge-Sainte-Geneviève-des-Bois et au diocèse d'Évry-Corbeil-Essonnes. Elle dispose de l’église Saint-Jean-Baptiste et de la chapelle Notre-Dame-de-Grâce. La communauté protestante dispose d’un centre évangélique pentecôtiste et d’un centre baptiste.

### Médias
L’hebdomadaire Le Républicain relate les informations locales. La commune est en outre dans le bassin d’émission des chaînes de télévision France 3 Paris Île-de-France Centre, IDF1 et Téléssonne intégré à Télif.
La commune de Morsang-sur-Orge publie un journal municipal mensuel nommé Morsang au fil du mois. Il diffuse des informations essentiellement locales (évènements, découvertes, messages des élus…).

## Économie
Morsang-sur-Orge est intégrée par l’Insee au bassin d'emploi d’Orly qui regroupait en 1999 trente communes et 446 024 habitants, les Morsaintois représentant 4 % de la population totale de la zone.
Principalement résidentielle, la commune dispose des zones d’activités du Buisson foireux et de la route de Corbeil. Elle comptait plus de mille établissements en 2010 dont près de 64 % dans le secteur tertiaire et 15 % dans le secteur administratif. Aucun hôtel ni camping ne sont implantés dans la commune.
Un marché se tient dans la commune les mercredis et samedis matin.

### Emplois, revenus et niveau de vie
En 2009, la commune comptait 10 516 actifs mais seulement 2 772 emplois sur le territoire communal, obligeant 89 % de la population à travailler ailleurs.
Le taux de chômage s’élevait cette année-là à 8,1 % mais parmi les actifs occupant un emploi, seulement 9 % étaient des salariés précaires, créant une certaine disparité de niveaux de vie avec un revenu net moyen déclaré fixé à 27 983 € mais 31 % des ménages non imposables sur le revenu.
En 2006, le revenu fiscal médian par ménage était de 20 761 €, ce qui plaçait la commune au 2 370e rang parmi les 30 687 communes de plus de cinquante ménages que compte le pays et au cent quarante-septième rang départemental. Près d’un quart de la population était logé dans une HLM et près de 65 % était propriétaire de son logement.
| Répartition des emplois par catégories socioprofessionnelles en 2006. |              |                                           |                                                   |                            |                          |                           |
|                                                                       | Agriculteurs | Artisans, commerçants, chefs d’entreprise | Cadres et professions intellectuelles supérieures | Professions intermédiaires | Employés                 | Ouvriers                  |
| Morsang-sur-Orge                                                      | 0,0 %        | 7,8 %                                     | 14,1 %                                            | 31,2 %                     | 29,2 %                   | 17,8 %                    |
| Zone d’emploi d’Orly                                                  | 0,1 %        | 4,6 %                                     | 15,2 %                                            | 27,8 %                     | 30,3 %                   | 22,1 %                    |
| Moyenne nationale                                                     | 2,2 %        | 6,0 %                                     | 15,4 %                                            | 24,6 %                     | 28,7 %                   | 23,2 %                    |
| Répartition des emplois par secteurs d’activités en 2006.             |              |                                           |                                                   |                            |                          |                           |
|                                                                       | Agriculture  | Industrie                                 | Construction                                      | Commerce                   | Services aux entreprises | Services aux particuliers |
| Morsang-sur-Orge                                                      | 0,0 %        | 7,6 %                                     | 10,0 %                                            | 12,9 %                     | 10,4 %                   | 5,1 %                     |
| Zone d’emploi d’Orly                                                  | 0,5 %        | 8,1 %                                     | 7,2 %                                             | 15,0 %                     | 14,3 %                   | 6,3 %                     |
| Moyenne nationale                                                     | 3,5 %        | 15,2 %                                    | 6,4 %                                             | 13,3 %                     | 13,3 %                   | 7,6 %                     |
| Sources : Insee,                                                      |              |                                           |                                                   |                            |                          |                           |

## Culture locale et patrimoine

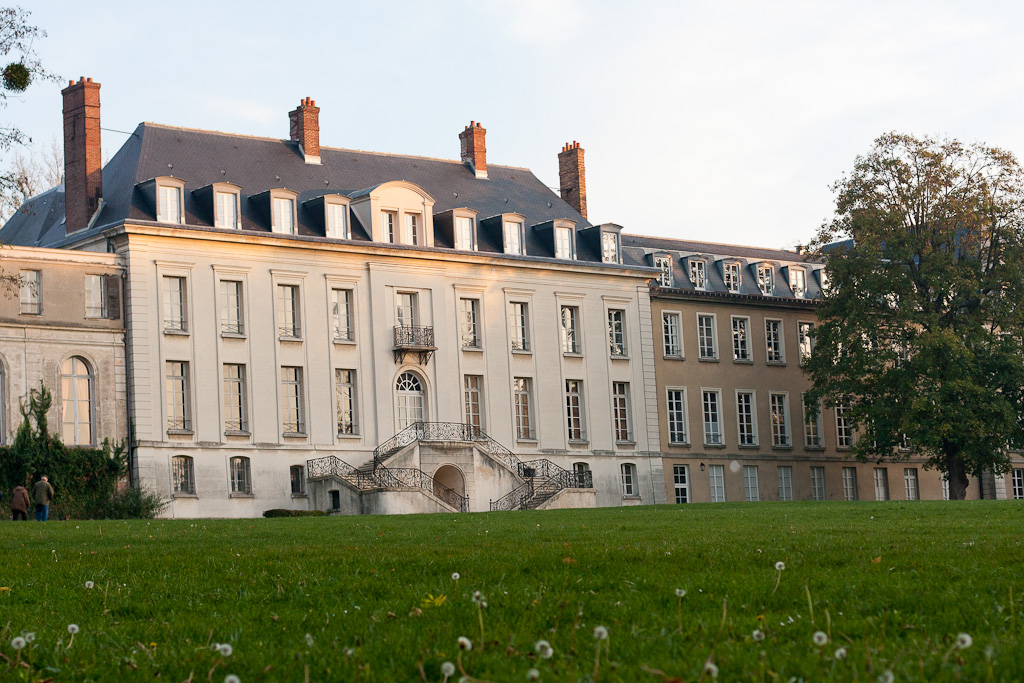
Le château de Morsang-sur-Orge, côté parc.

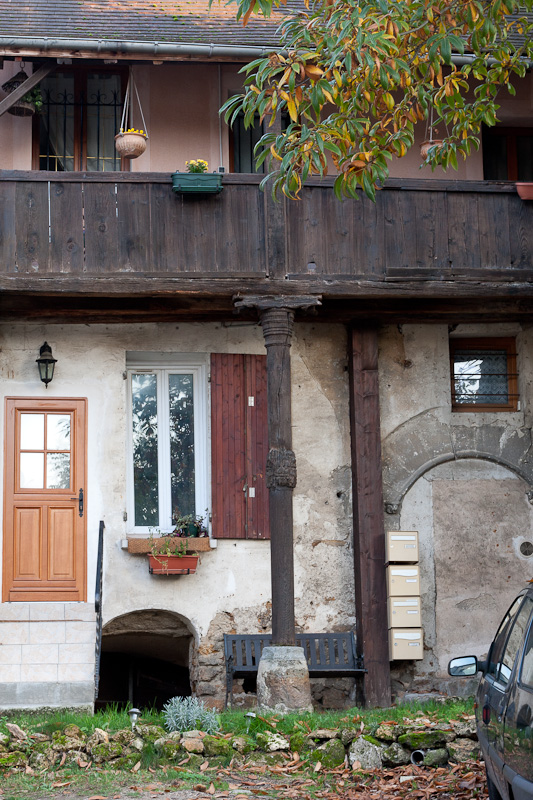
L’ancienne ferme de l’abbaye.

### Culture locale et patrimoine
Le parc du château et les berges de l’Orge ont été recensés au titre des espaces naturels sensibles par le conseil départemental de l'Essonne.
Outre le vaste parc du château au nord, le parc de la Source attenant, le parc Pablo-Picasso au sud et la place Henri-IV participent au cadre de vie, complétés par les avenues bordées d’arbres. Une cépée de platane située dans le parc du château a reçu le label Arbre remarquable.
Les bâtiments remarquables sont :
- Le château de Morsang des XVIIe et XVIIIe siècles a été inscrit aux monuments historiques[117].
- Une borne routière frappée d’un bonnet phrygien a été inscrite aux monuments historiques[118].
- La ferme de l’abbaye a été inscrite aux monuments historiques[119].
- La ferme de l’Allemanderie date du XVIe siècle[120].
- le clocher de l’église Saint-Jean-Baptiste datant du XIVe siècle a été reconstruit dans les années 1930[121].

### Personnalités liées à la commune
Différents personnages publics sont nés, décédés ou ont vécu à Morsang-sur-Orge.
- Jacques de Vassan (1580-1636), seigneur de Morsang, y est mort.
- Louis Bénigne François Bertier de Sauvigny (1737-1789), premier président du Parlement de Paris en fut le seigneur.
- Philippe Ricord (1800-1889), médecin et chirurgien, a acquis le château de Morsang-sur-Orge et fait installer dans le parc de celui-ci de nombreux bustes de célébrités médicales[122].
- Gustave Vapereau (1819-1906), écrivain et encyclopédiste y est mort.
- Albert Divo (1895-1966), pilote automobile y a vécu et y est mort.
- György Cziffra (1921-1994), pianiste hongrois y est mort.
- Michel Pollien (1937-2013), évêque y a vécu.
- Christine Lebail (1948- ), chanteuse y a vécu.
- Alain Chabat (1958- ), acteur y a vécu.
- Philippe Jaenada (1964- ), écrivain, y a vécu.
- Virginie Bourdille-Mendes (1981- ), footballeuse y a été licenciée.
- Ladji Doucouré (1983- ), athlète y a été licencié.

### Héraldique et logotype

Logo.

| Blason de Morsang-sur-Orge | Blason  | D’azur au chevron d’or accompagné en chef de deux roses d’argent et en pointe d’une coquille du même, au comble ondé d’or. |
| Blason de Morsang-sur-Orge | Détails | Il est en partie repris de celui de la famille Vassan. La commune s’est en outre dotée d’un logotype.                      |